# (13820) Schwartz
(13820) Schwartz (1999 VQ) – planetoida z pasa głównego asteroid okrążająca Słońce w ciągu 5,48 lat w średniej odległości 3,11 j.a. Odkryta 1 listopada 1999 roku.